# Pallavolo Scandicci Savino Del Bene 2023-2024
Questa voce raccoglie le informazioni riguardanti la Pallavolo Scandicci Savino Del Bene nelle competizioni ufficiali della stagione 2023-2024.

## Stagione
Nella stagione 2023-24 la Pallavolo Scandicci Savino Del Bene assume la denominazione sponsorizzata di Savino Del Bene Scandicci.
Partecipa per la decima volta alla Serie A1; chiude la regular season di campionato al secondo posto in classifica, qualificandosi per i play-off scudetto, arrivando fino alla serie finale dove viene sconfitta dall'Imoco.
Grazie al terzo posto al termine del girone di andata del campionato, la Savino Del Bene si qualifica per la Coppa Italia, uscendo in semifinale a seguito della sconfitta rimediata contro la Pro Victoria.
Partecipa alla Champions League: dopo aver superato la fase a gironi al primo posto nel proprio raggruppamento, viene eliminata ai quarti di finale perdendo sia la gara di andata che quella di ritorno contro l'Eczacıbaşı.

## Organigramma societario
Area direttiva
- Presidente: Sergio Bazzurro
- Vicepresidente: Luciano Ciofi
- Consigliere: Sandra Leoncini
- Direttore generale: Francesco Paoletti
- Segreteria: Gabriele Marchi
- Team manager: Simona Musumeci
- Logistica: Marco Benocci, Lorenzo Taccetti
- Responsabile campo e videocheck: Fabio Biffi
- Assistente al campo: Fulvio Vannini
- Collaboratore: Andrea Guiducci, Eleonora Cagnani

Area tecnica
- Allenatore: Massimo Barbolini
- Allenatore in seconda: Sándor Kántor
- Assistente allenatore: Luca Nico, Andrea Panzieri
- Scout man: Fabio Gabban

Area comunicazione
- Addetto stampa: Fabio Ferri
- Fotografo: Maurizio Anatrini
- Social media manager: Gherardo Dardanelli
- Relazioni Esterne: Veronica Angeloni
- Speaker: Stefano Campani, Daniele Fallani

Area marketing
- Responsabile marketing: Giuseppe Tonini

Area sanitaria
- Medico:Eligio Cavalli, Monica Fabbri
- Fisioterapista: Sebastiano Cencini, Giacomo Antonini
- Preparatore atletico: Stefano Tagliazucchi
- Osteopata: Matteo Gori
- Nutrizionista: Cristian Petri, Alessandra Simone

## Rosa
| N° | Nome                  | Ruolo | Data di nascita   | Nazionalità sportiva |
| -- | --------------------- | ----- | ----------------- | -------------------- |
| 2  | Sara Alberti          | C     | 3 gennaio 1993    | Italia               |
| 3  | Britt Herbots         | S     | 24 settembre 1999 | Belgio               |
| 4  | Zhu Ting              | S     | 29 novembre 1994  | Cina                 |
| 6  | Lindsey Ruddins       | S     | 5 novembre 1997   | Stati Uniti          |
| 7  | Isabella Di Iulio     | P     | 26 novembre 1991  | Italia               |
| 8  | Enrica Merlo          | L     | 28 dicembre 1988  | Italia               |
| 9  | Francesca Villani     | S     | 30 maggio 1995    | Italia               |
| 10 | Maja Ognjenović       | P     | 6 agosto 1984     | Serbia               |
| 11 | Beatrice Parrocchiale | L     | 26 dicembre 1995  | Italia               |
| 13 | Martina Armini        | L     | 19 settembre 2002 | Italia               |
| 14 | Linda Nwakalor        | C     | 17 settembre 2002 | Italia               |
| 15 | Haleigh Washington    | C     | 22 settembre 1995 | Stati Uniti          |
| 16 | Ana Carolina da Silva | C     | 8 aprile 1991     | Brasile              |
| 17 | Ekaterina Antropova   | O     | 19 marzo 2003     | Italia               |
| 18 | Bintu Diop            | O     | 2 marzo 2002      | Italia               |
| 19 | Pola Nowakowska       | S     | 30 gennaio 1996   | Polonia              |
| 20 | Alice Gay             | L     | 24 gennaio 2002   | Italia               |

## Mercato
| Acquisti                               | Acquisti              | Acquisti              | Acquisti   |
| R.                                     | Nome                  | da                    | Modalità   |
| -------------------------------------- | --------------------- | --------------------- | ---------- |
| L                                      | Martina Armini        | Wealth Planet Perugia | definitivo |
| C                                      | Ana Carolina da Silva | Praia Clube           | definitivo |
| O                                      | Bintu Diop            | Cuneo Granda          | definitivo |
| L                                      | Alice Gay             | Cuneo Granda          | definitivo |
| S                                      | Britt Herbots         | Firenze               | definitivo |
| C                                      | Linda Nwakalor        | Wealth Planet Perugia | definitivo |
| P                                      | Maja Ognjenović       | Eczacıbaşı            | definitivo |
| S                                      | Lindsey Ruddins       | Schweriner            | definitivo |
| S                                      | Francesca Villani     | Chieri '76            | definitivo |
| Trasferimenti nel corso della stagione |                       |                       |            |
| S                                      | Pola Nowakowska       | Pałac Bydgoszcz       | definitivo |
| L                                      | Beatrice Parrocchiale | Pro Victoria          | definitivo |

| Cessioni                               | Cessioni          | Cessioni             | Cessioni   |
| R.                                     | Nome              | a                    | Modalità   |
| -------------------------------------- | ----------------- | -------------------- | ---------- |
| S                                      | Veronica Angeloni | -                    | ritirata   |
| C                                      | Yvon Beliën       | -                    | ritirata   |
| L                                      | Brenda Castillo   | Pro Victoria         | definitivo |
| P                                      | Yao Di            | Tianjin              | definitivo |
| L                                      | Nicole Gamba      | Esperia              | definitivo |
| C                                      | Ludovica Guidi    | AGIL                 | definitivo |
| O                                      | Camilla Mingardi  | Megavolley           | definitivo |
| S                                      | Elena Pietrini    | Dinamo-Ak Bars       | definitivo |
| S                                      | Jana Ščerban'     | Trentino             | definitivo |
| O                                      | Indre Sorokaite   | Pinerolo             | definitivo |
| Trasferimenti nel corso della stagione |                   |                      |            |
| L                                      | Alice Gay         | Vallecamonica Sebino | definitivo |

## Risultati

### Serie A1

#### Girone di andata
| 1ª giornata - 8 ottobre 2023 PalaWanny, Firenze                             | Savino Del Bene | 3 - 0 | Firenze         | 25-20, 25-19, 25-18               |
| 2ª giornata - 15 ottobre 2023 PalaPiantanida, Busto Arsizio                 | UYBA            | 1 - 3 | Savino Del Bene | 20-25, 25-20, 19-25, 23-25        |
| 3ª giornata - 22 ottobre 2023 Palalido, Milano                              | Pro Victoria    | 3 - 2 | Savino Del Bene | 27-25, 25-18, 25-27, 22-25, 16-14 |
| 4ª giornata - 29 ottobre 2023 PalaWanny, Firenze                            | Savino Del Bene | 3 - 1 | Casalmaggiore   | 25-18, 23-25, 25-14, 25-22        |
| 5ª giornata - 1º novembre 2023 PalaWanny, Firenze                           | Savino Del Bene | 1 - 3 | Imoco           | 24-26, 25-27, 25-23, 20-25        |
| 6ª giornata - 4 novembre 2023 PalaTrento, Trentino                          | Trentino        | 0 - 3 | Savino Del Bene | 16-25, 16-25, 18-25               |
| 7ª giornata - 12 novembre 2023 PalaWanny, Firenze                           | Savino Del Bene | 3 - 0 | Megavolley      | 25-23, 25-14, 25-21               |
| 8ª giornata - 19 novembre 2023 PalaCastagnaretta, Cuneo                     | Cuneo Granda    | 1 - 3 | Savino Del Bene | 11-25, 19-25, 25-18, 20-25        |
| 9ª giornata - 26 novembre 2023 PalaWanny, Firenze                           | Savino Del Bene | 3 - 2 | Chieri '76      | 25-17, 20-25, 26-28, 25-21, 15-11 |
| 10ª giornata - 2 dicembre 2023 Palazzetto dello Sport, Villafranca Piemonte | Pinerolo        | 0 - 3 | Savino Del Bene | 19-25, 29-31, 19-25               |
| 11ª giornata - 11 dicembre 2023 PalaWanny, Firenze                          | Savino Del Bene | 3 - 1 | AGIL            | 25-11, 28-26, 21-25, 25-21        |
| 12ª giornata - 16 dicembre 2023 Palazzetto dello Sport, Roma                | Roma Club       | 2 - 3 | Savino Del Bene | 16-25 14-25 26-24 25-21 7-15      |
| 13ª giornata - 23 dicembre 2023 PalaWanny, Firenze                          | Savino Del Bene | 3 - 0 | Bergamo 1991    | 25-11, 25-21, 25-14               |

#### Girone di ritorno
| 14ª giornata - 26 dicembre 2023 PalaWanny, Firenze    | Firenze         | 0 - 3 | Savino Del Bene | 17-25, 19-25, 18-25               |
| 15ª giornata - 6 gennaio 2024 PalaWanny, Firenze      | Savino Del Bene | 3 - 1 | UYBA            | 25-22, 18-25, 25-15, 25-11        |
| 16ª giornata - 13 gennaio 2024 PalaWanny, Firenze     | Savino Del Bene | 0 - 3 | Pro Victoria    | 20-25, 21-25, 15-25               |
| 17ª giornata - 21 gennaio 2024 PalaRadi, Cremona      | Casalmaggiore   | 0 - 3 | Savino Del Bene | 22-25, 20-25, 17-25               |
| 18ª giornata - 27 gennaio 2024 PalaVerde, Villorba    | Imoco           | 3 - 0 | Savino Del Bene | 25-15, 25-21, 25-17               |
| 19ª giornata - 4 febbraio 2024 PalaWanny, Firenze     | Savino Del Bene | 3 - 0 | Trentino        | 25-18, 25-13, 25-17               |
| 20ª giornata - 10 febbraio 2024 PalaCampanara, Pesaro | Megavolley      | 2 - 3 | Savino Del Bene | 25-22, 25-21, 21-25, 17-25, 10-15 |
| 21ª giornata - 24 febbraio 2024 PalaWanny, Firenze    | Savino Del Bene | 3 - 0 | Cuneo Granda    | 25-14, 25-15, 25-14               |
| 22ª giornata - 3 marzo 2024 PalaMaddalene, Chieri     | Chieri '76      | 1 - 3 | Savino Del Bene | 22-25, 19-25, 25-22, 22-25        |
| 23ª giornata - 6 marzo 2024 PalaWanny, Firenze        | Savino Del Bene | 3 - 0 | Pinerolo        | 25-19, 25-16, 25-13               |
| 24ª giornata - 10 marzo 2024 PalaTerdoppio, Novara    | AGIL            | 0 - 3 | Savino Del Bene | 22-25, 21-25, 14-25               |
| 25ª giornata - 17 marzo 2024 PalaWanny, Firenze       | Savino Del Bene | 3 - 0 | Roma Club       | 25-18, 25-17, 25-20               |
| 26ª giornata - 24 marzo 2024 PalaFacchetti, Treviglio | Bergamo 1991    | 2 - 3 | Savino Del Bene | 25-21, 25-22, 19-25, 17-25, 9-15  |

#### Play-off scudetto
| Quarti di finale (gara 1) - 27 marzo 2024 PalaWanny, Firenze    | Savino Del Bene | 3 - 1 | Megavolley      | 25-16, 25-17, 21-25, 25-23        |
| Quarti di finale (gara 2) - 30 marzo 2024 PalaCampanara, Pesaro | Megavolley      | 0 - 3 | Savino Del Bene | 18-25, 24-26, 17-25               |
| Semifinali (gara 1) - 4 aprile 2024 PalaWanny, Firenze          | Savino Del Bene | 3 - 0 | Pro Victoria    | 25-23, 25-22, 25-22               |
| Semifinali (gara 2) - 10 aprile 2024 Palalido, Milano           | Pro Victoria    | 0 - 3 | Savino Del Bene | 22-25, 22-25, 21-25               |
| Finale (gara 1) - 17 aprile 2024 PalaVerde, Villorba            | Imoco           | 2 - 3 | Savino Del Bene | 22-25, 25-16, 22-25, 26-24, 15-17 |
| Finale (gara 2) - 20 aprile 2024 PalaWanny, Firenze             | Savino Del Bene | 2 - 3 | Imoco           | 25-23, 21-25, 25-19, 23-25, 11-15 |
| Finale (gara 3) - 24 aprile 2024 PalaVerde, Villorba            | Imoco           | 3 - 1 | Savino Del Bene | 30-28, 23-25, 29-27, 25-22        |
| Finale (gara 4) - 27 aprile 2024 PalaWanny, Firenze             | Savino Del Bene | 1 - 3 | Imoco           | 25-23, 17-25, 17-25, 21-25        |

### Coppa Italia
| Quarti di finale - 24 gennaio 2024 PalaWanny, Firenze | Savino Del Bene | 3 - 1 | Pinerolo        | 25-20, 21-25, 25-17, 25-17        |
| Semifinali - 17 febbraio 2024 PalaTrieste, Trieste    | Pro Victoria    | 3 - 2 | Savino Del Bene | 21-25, 25-16, 25-17, 14-25, 15-10 |

### Champions League

#### Fase a gironi
| 1ª giornata - 8 novembre 2023 Palazzo Wanny, Firenze             | Savino Del Bene | 3 - 0 | Marica          | 25-15, 25-14, 25-11        |
| 2ª giornata - 15 novembre 2023 Érd Aréna, Érd                    | Vasas           | 0 - 3 | Savino Del Bene | 18-25, 18-25, 22-25        |
| 3ª giornata - 29 novembre 2023 Palazzo Wanny, Firenze            | Savino Del Bene | 3 - 1 | Eczacıbaşı      | 25-14, 25-27, 27-25, 25-23 |
| 4ª giornata - 6 dicembre 2023 Palazzo Wanny, Firenze             | Savino Del Bene | 3 - 0 | Vasas           | 25-14, 25-19, 25-15        |
| 5ª giornata - 10 gennaio 2024 Kolodruma, Plovdiv                 | Marica          | 0 - 3 | Savino Del Bene | 20-25, 14-25, 16-25        |
| 6ª giornata - 16 gennaio 2024 Burhan Felek Spor Salonu, Istanbul | Eczacıbaşı      | 1 - 3 | Savino Del Bene | 23-25, 21-25, 25-16, 23-25 |

#### Fase a eliminazione diretta
| Quarti di finale (andata) - 21 febbraio 2024 Burhan Felek Spor Salonu, Istanbul | Eczacıbaşı      | 3 - 2 | Savino Del Bene | 23-25, 25-21, 24-26, 25-17, 15-10 |
| Quarti di finale (ritorno) - 28 febbraio 2024 Palazzo Wanny, Firenze            | Savino Del Bene | 2 - 3 | Eczacıbaşı      | 25-27, 25-20, 25-18, 22-25, 12-15 |

## Statistiche

### Statistiche di squadra
| Competizione     | Punti | In casa | In casa | In casa | In trasferta | In trasferta | In trasferta | Totale | Totale | Totale |
| Competizione     | Punti | G       | V       | P       | G            | V            | P            | G      | V      | P      |
| ---------------- | ----- | ------- | ------- | ------- | ------------ | ------------ | ------------ | ------ | ------ | ------ |
| Serie A1         | 63    | 17      | 13      | 4       | 17           | 14           | 3            | 34     | 27     | 7      |
| Coppa Italia     | -     | 1       | 1       | 0       | 0            | 0            | 0            | 2      | 1      | 1      |
| Champions League | 18    | 4       | 3       | 1       | 4            | 3            | 1            | 8      | 6      | 2      |
| Totale           | -     | 22      | 17      | 5       | 21           | 17           | 4            | 44     | 34     | 10     |

G = partite giocate; V = partite vinte; P = partite perse

### Statistiche dei giocatori
| Giocatore       | Serie A1 | Serie A1 | Serie A1 | Serie A1 | Serie A1 | Coppa Italia | Coppa Italia | Coppa Italia | Coppa Italia | Coppa Italia | Champions League | Champions League | Champions League | Champions League | Champions League | Totale | Totale | Totale | Totale | Totale |
| Giocatore       | P        | PT       | AV       | MV       | BV       | P            | PT           | AV           | MV           | BV           | P                | PT               | AV               | MV               | BV               | P      | PT     | AV     | MV     | BV     |
| --------------- | -------- | -------- | -------- | -------- | -------- | ------------ | ------------ | ------------ | ------------ | ------------ | ---------------- | ---------------- | ---------------- | ---------------- | ---------------- | ------ | ------ | ------ | ------ | ------ |
| S. Alberti      | 21       | 93       | 60       | 30       | 3        | 0            | 0            | 0            | 0            | 0            | 0                | 0                | 0                | 0                | 0                | 21     | 93     | 60     | 30     | 3      |
| E. Antropova    | 32       | 700      | 548      | 65       | 87       | 2            | 50           | 35           | 8            | 7            | 8                | 175              | 137              | 19               | 19               | 42     | 925    | 720    | 92     | 113    |
| M. Armini       | 11       | 0        | 0        | 0        | 0        | 0            | 0            | 0            | 0            | 0            | 4                | 0                | 0                | 0                | 0                | 15     | 0      | 0      | 0      | 0      |
| A. da Silva     | 25       | 217      | 123      | 73       | 21       | 2            | 19           | 12           | 6            | 1            | 7                | 71               | 32               | 28               | 11               | 34     | 307    | 167    | 107    | 33     |
| I. Di Iulio     | 29       | 15       | 5        | 6        | 4        | 2            | 0            | 0            | 0            | 0            | 6                | 5                | 2                | 0                | 3                | 37     | 20     | 7      | 6      | 7      |
| B. Diop         | 26       | 44       | 30       | 5        | 9        | 2            | 0            | 0            | 0            | 0            | 3                | 1                | 1                | 0                | 0                | 31     | 45     | 31     | 5      | 9      |
| B. Herbots      | 33       | 289      | 262      | 14       | 13       | 2            | 21           | 18           | 0            | 3            | 7                | 83               | 71               | 5                | 7                | 42     | 393    | 351    | 19     | 23     |
| A. Gay          | 0        | 0        | 0        | 0        | 0        | 0            | 0            | 0            | 0            | 0            | 0                | 0                | 0                | 0                | 0                | 0      | 0      | 0      | 0      | 0      |
| E. Merlo        | 3        | 0        | 0        | 0        | 0        | -            | -            | -            | -            | -            | -                | -                | -                | -                | -                | 3      | 0      | 0      | 0      | 0      |
| P. Nowakowska   | 1        | 0        | 0        | 0        | 0        | -            | -            | -            | -            | -            | -                | -                | -                | -                | -                | 1      | 0      | 0      | 0      | 0      |
| L. Nwakalor     | 38       | 140      | 74       | 58       | 8        | 2            | 20           | 12           | 7            | 1            | 5                | 45               | 26               | 10               | 9                | 45     | 205    | 112    | 75     | 18     |
| M. Ognjenović   | 21       | 61       | 37       | 11       | 13       | 2            | 3            | 1            | 2            | 0            | 6                | 11               | 6                | 3                | 2                | 29     | 75     | 44     | 16     | 15     |
| B. Parrocchiale | 28       | 0        | 0        | 0        | 0        | 2            | 0            | 0            | 0            | 0            | 6                | 0                | 0                | 0                | 0                | 34     | 0      | 0      | 0      | 0      |
| L. Ruddins      | 20       | 128      | 113      | 9        | 6        | 1            | 2            | 2            | 0            | 0            | 4                | 20               | 17               | 1                | 2                | 25     | 150    | 132    | 10     | 8      |
| F. Villani      | 13       | 47       | 38       | 7        | 2        | 2            | 9            | 9            | 0            | 0            | 3                | 14               | 10               | 2                | 2                | 18     | 70     | 57     | 9      | 4      |
| H. Washington   | 20       | 140      | 92       | 37       | 11       | 0            | 0            | 0            | 0            | 0            | 6                | 40               | 27               | 8                | 5                | 26     | 180    | 119    | 45     | 16     |
| Zhu T.          | 30       | 386      | 343      | 36       | 7        | 2            | 23           | 20           | 1            | 2            | 7                | 82               | 70               | 8                | 4                | 39     | 491    | 433    | 45     | 13     |

P = presenze; PT = punti totali; AV = attacchi vincenti; MV = muri vincenti; BV = battute vincenti